# Casa Argintarului
Casa Argintarului este un monument de arhitectură, din Bistrița, de la începutul Renașterii.
Monument de arhitectură de la începutul secolului al XVI-lea, fostă locuință a unui mare meșter bijutier care i-a înfrumusețat fațada (între 1560-1563) cu admirabile ancadramente de piatră în stilul Renașterii, executate de arhitectul elvețian Petrus Italus.

## Galerie de imagini

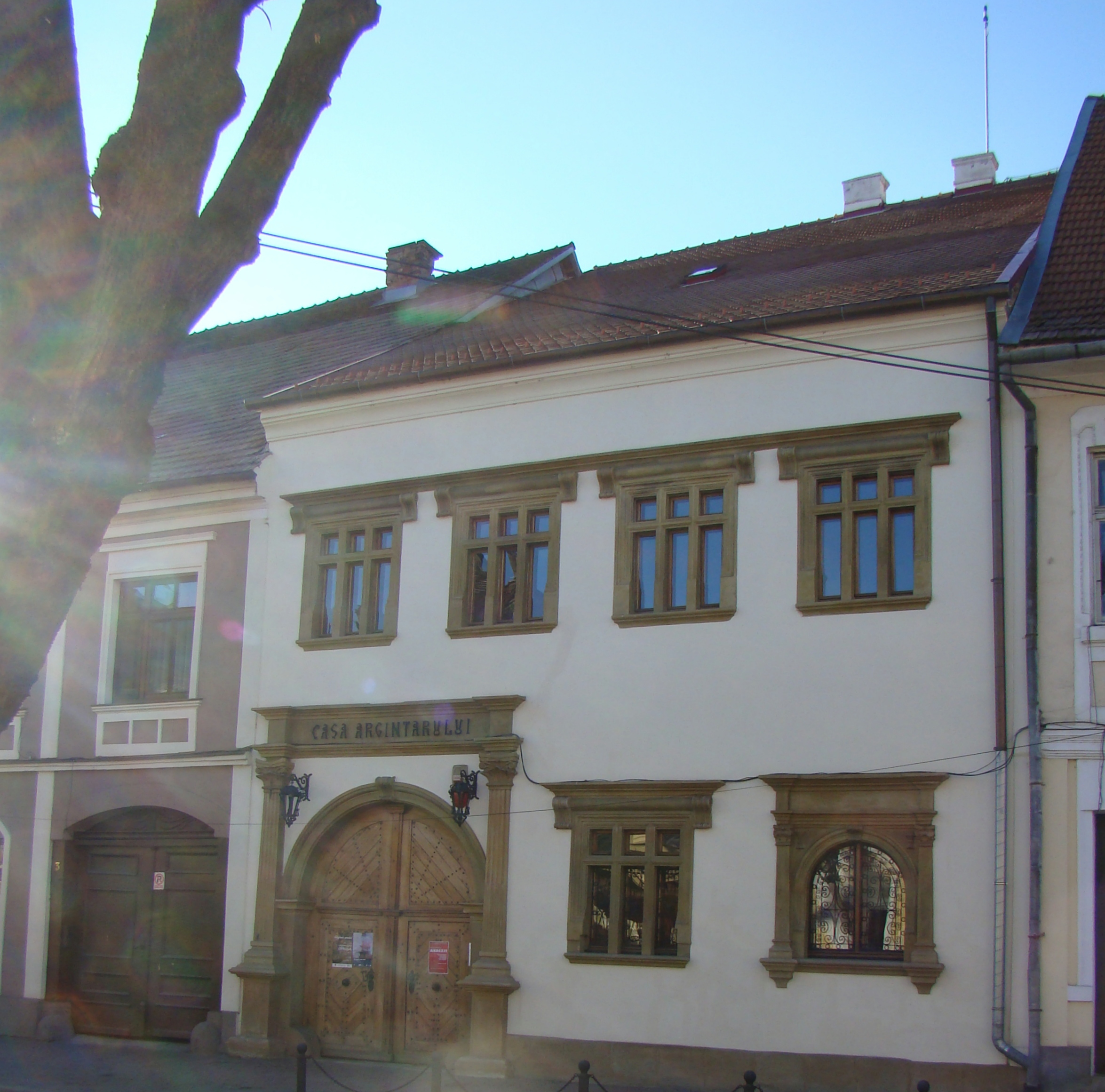